# Labeo rubromaculatus
Labeo rubromaculatus är en fiskart som beskrevs av John Dow Fisher Gilchrist och Thompson, 1913. Labeo rubromaculatus ingår i släktet Labeo och familjen karpfiskar. IUCN kategoriserar arten globalt som livskraftig. Inga underarter finns listade i Catalogue of Life.